# 미쓰비시후소 캔터

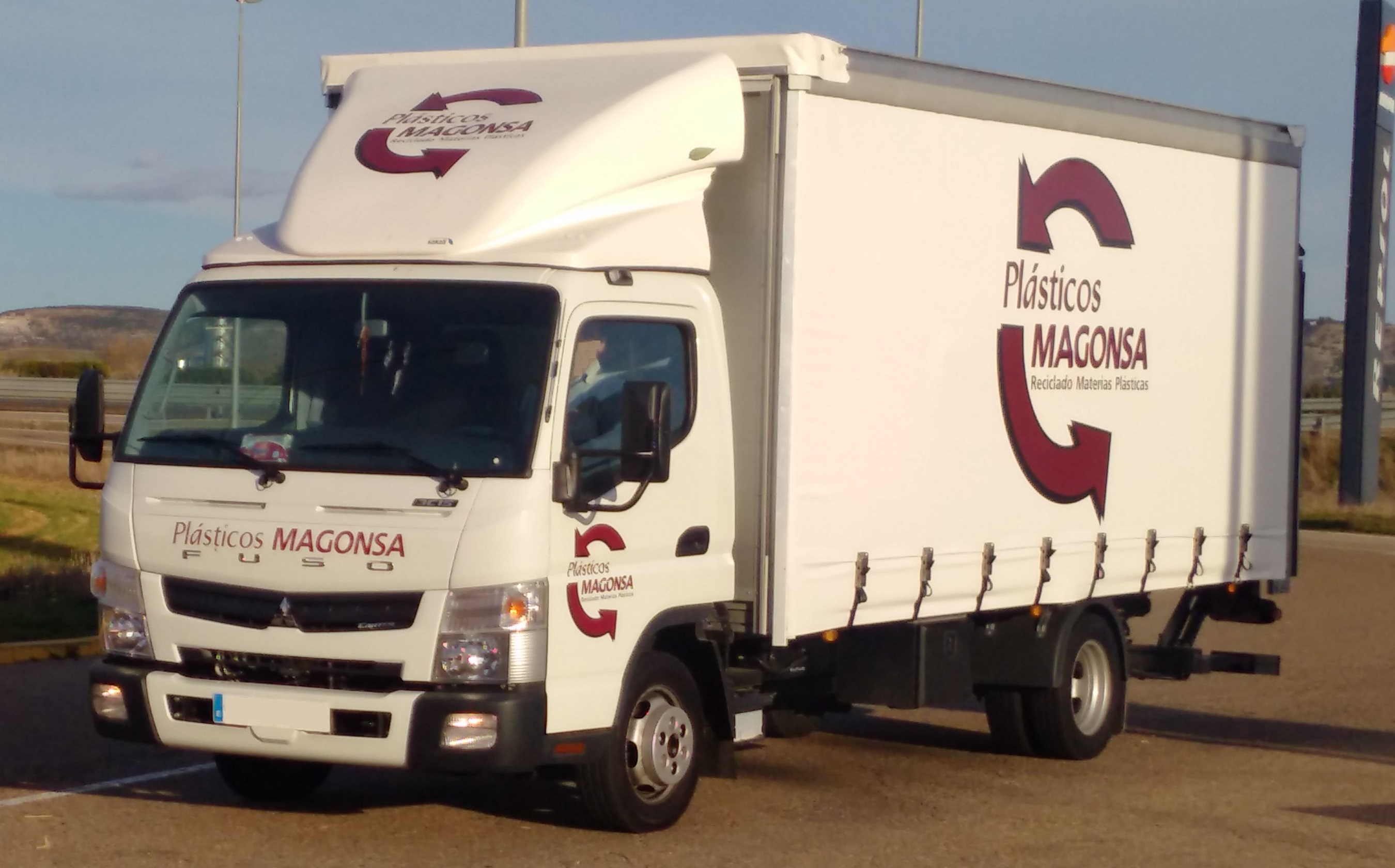
7세대 미쓰비시 후소 캔터

미쓰비시후소 캔터(영어: Mitsubishi Fuso Canter, 일본어: 三菱ふそう・キャンター)는 일본 미쓰비시후소트럭 버스가 만든 중소형 트럭이다. 5대 모델의 경우 현대 마이티 중소형 트럭의 원형으로 알려져 있다.

## 주요차종

### 미국・캐나다
- 캔터 FE 라이트 듀티
  - FE-HD
  - FE-SP
  - FE-SP640
  - FE84
  - FE84D
  - FE85D
  - FE120
  - FE140
  - FE145
  - FE145CC
  - FE180
  - FE335B
  - FE434
  - FE439
  - FE444
  - FE635
  - FE639
  - FE639L
  - FE639T
  - FE640T
  - FE649L
  - FE649T
  - FE1600
- 캔터 FG 라이트 듀티 4WD
  - FG140
  - FG439
- 캔터 FH 미디엄 듀티
  - FH210
  - FH211

### 유럽
- 캔터 FB, FE, FH
  - 3.5톤
  - 5.5톤
  - 6.5톤
  - 7.5톤

### 뉴질랜드
- 캔터 FB, FE, FH
  - 2.0T FE130C1 슈퍼로우
  - 2.0T FE150C1 와이드캡
  - 2.0T FE150E1 와이드캡
  - 2.5T FG145C1 4x4
  - 3.5T FE150E2 와이드캡
  - 3.5T FE150W1 더블캡
  - 4.0T FE150G1 와이드캡
  - 4.5T FE150G2 헤비듀티 와이드프레임

## 같이 보기
- 미쓰비시후소트럭 버스
- 현대 마이티